# Grupo escolar

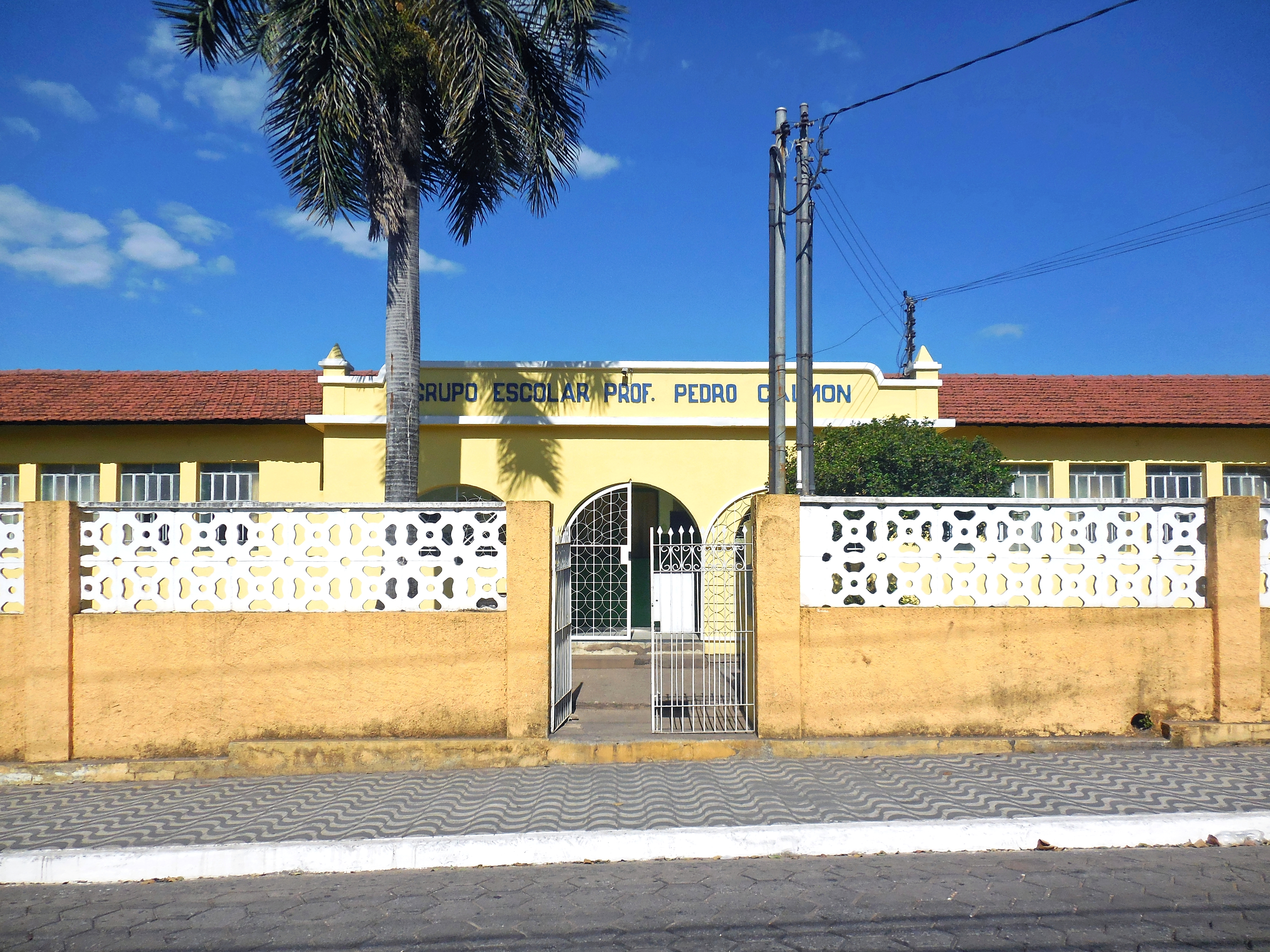
Vista do Grupo Escolar Professor Pedro Calmon, primeiro prédio escolar de Coronel Fabriciano, em Minas Gerais, criado em 1952.

Grupo escolar constitui um modelo de estabelecimento de ensino, caracterizado por um agrupamento de escolas, adotado no período republicano no Brasil.

## História
Os primeiros grupos escolares, compreendendo várias salas, foram criados no estado de São Paulo, em 1893, visando reunir escolas isoladas de uma região comum, que tinham, em geral, tamanho diminuto. Em Santa Catarina os grupos escolares foram introduzidos em 1911.

A instituição dos grupos escolares deu-se enquanto estratégia políticas da recém-proclamada república. Seus idealizadores visavam criar espaços de educação continuada simultaneamente ao de formação de professores, oferecendo outra concepção de ensino e, portanto, outra organização da instituição escolar. As concepções destes republicanos visavam, principalmente, a universalização do ensino enquanto modernização da Nação.
A escola graduada [grupo escolar] fundamentava-se essencialmente na classificação dos alunos pelo nível de conhecimento em agrupamentos supostamente homogêneos, implicando a constituição das classes. Pressupunha , também, a adoção do ensino simultâneo, a racionalização curricular, controle e distribuição ordenada dos conteúdos e do tempo (graduação dos programas e estabelecimento de horários), a introdução de um sistema de avaliação, a divisão do trabalho docente e um edifício escolar compreendendo várias salas de aula e vários professores. O modelo colocava em correspondência a distribuição do espaço com os elementos da racionalização pedagógica – em cada sala de aula uma classe referente a uma série; para cada classe, um professor.
O modelo foi adotado especialmente no meio urbano, visto que as escolas isoladas perduraram por muito tempo no meio rural, durante o século XX.